# Bully-Grenay Communal Cemetery, French Extension
Bully-Grenay Communal Cemetery, French Extension is een Britse militaire begraafplaats met graven uit de Eerste Wereldoorlog, gelegen in de gemeentelijke begraafplaats van de Franse gemeente Bully-les-Mines (Pas-de-Calais). Ze ligt 425 m ten noordwesten van het centrum (Église Saint-Maclou) van de gemeente. Er liggen 84 doden in één rij naast de Franse gesneuvelden en 7 tussen de civiele graven. Ze worden onderhouden door de Commonwealth War Graves Commission. Enkele tientallen meters zuidoostelijker bevindt zich de Britse begraafplaats Bully-Grenay Communal Cemetery, British Extension.

## Geschiedenis
Bully-Grenay is de naam van het treinstation dat beide gemeenten bedient op de lijn Hazebroek-Arras. Die dubbele naam werd door de troepen aan deze begraafplaats gegeven. De begraafplaats werd door Franse troepen aangelegd om hun slachtoffers te begraven die gevallen waren in de omgeving van Loos. In juni 1915 namen de Commonwealth troepen een deel van de frontlijn over en begroeven dan hun doden tot juni 1916 op deze begraafplaats. 
Er liggen 91 Britten begraven.

## Graven
- soldaat Albert Souls (Machine Gun Corps) was 20 jaar toen hij sneuvelde op 14 maart 1916. Zijn vier broers Alfred, Arthur, Frederick en Walter sneuvelden ook in deze oorlog.
- J. Gannon, sergeant bij de Royal Munster Fusiliers werd onderscheiden met de Distinguished Conduct Medal (DCM).
- J. Slater, kanonnier bij de Royal Field Artillery ontving de Military Medal (MM).

- James Swaine, driver (geleider van paarden) bij de 54th Battery, 39th Brigade, Royal Field Artillery, werd wegens desertie gefusilleerd op 9 juni 1916.[1]